# Seoul Museum of Craft Art
Das Seoul Museum of Craft Art (koreanisch 서울공예박물관, amtlich kurz als SeMoCa) ist ein seit 2021 bestehendes Museum zu traditionellem koreanischem Kunsthandwerk. Die Sammlung umfasst etwa 23.000 Objekte, die ab der Goryeozeit bis in die Gegenwart datieren.

## Geschichte
Das Museum wurde ab 2014 geplant und ist das erste Museum, das sich ausschließlich koreanischem Kunsthandwerk widmet. Im Mai 2018 begannen die Bauarbeiten; die Einweihung des Museums erfolgte am 29. November 2021. Der Termin wurde aufgrund der Corona-Pandemie verschoben.
Die Leitung des Museums hatte zunächst ab 2019 Kim Jung-Hwa inne. 2021 übernahm die aktuelle Direktorin Kim Soo-Jung. Das Museum gehört organisatorisch zur Stadtregierung von Seoul.

### Lage
Das Gelände des Museums überschneidet sich mit dem heute nicht mehr erhaltenen Palast Angukdong Byeolgung und einer Residenz, die für den Sohn König Sejongs, Prinz Yeongeung von Joseon, errichtet wurde. Die Lage im Stadtbezirk Jongno entspricht dem historischen Zentrum, in dem Kunsthandwerk für den Königshof hergestellt wurde.

## Anlage
Das Museum wurde auf dem Gelände der Pungmoon-Highschool errichtet und umfasst insgesamt sieben Gebäude. Hierfür wurde die bestehende Bausubstanz umfassend renoviert und zusätzlich zwei weitere Gebäude errichtet. Die neuen Gebäude sind ein traditionelles koreanisches Hanok und ein Glasbau als Informationszentrum zwischen den Ausstellungsräumlichkeiten. Das Museum wurde barrierearm konzipiert und bietet unter anderem Braille-Beschilderung, Audiobeschreibung und verstellbare Tische.
Insgesamt drei Gebäude beherbergen die Ausstellungsflächen des Museums, die den Dauer- und Sonderausstellungen gewidmet sind. Dazu gehört auch ein offenes Depot, in dem etwa 6.000 Objekte ausgestellt sind. Im Education Building befindet sich das Kindermuseum, in dem verschiedene Handwerkstechniken vermittelt werden. In und an den Gebäuden wurde Kunst am Bau verwirklicht, wie beispielsweise im Glasbau des Informationszentrums durch ein Keramikwerk von Lee Hun-Chung. Die zwei Cafés des Museums befinden sich jeweils im Informationszentrum und im Education Building.
Die Außenanlagen sind als Garten gestaltet und frei zugänglich. Die Sitzmöglichkeiten wurden von den koreanischen Künstlern Lee Kang-Hyo und Lee Jae-Sun geschaffen. Sie nehmen mit einer Anlehnung an Onggi und die Gesteinsformationen Koreas ebenfalls traditionelles Handwerk auf.

## Museumssammlung

### Sammlungsüberblick
Die Sammlung umfasst insgesamt 23.257 Objekte (Stand 2021). Das Museum ist das erste und bislang einzige Museum, das sich ausschließlich traditionellem koreanischem Kunsthandwerk widmet. Die Objekte datieren ab der Goryeozeit bis in die Gegenwart. Der Sammlungsschwerpunkt liegt auf den verschiedenen historischen und rezent genutzten Handwerkstechniken in Korea.
Neben den Exponaten beherbergt das Museum eine Referenzbibliothek mit etwa 10.000 Bänden. Die Bibliothek ist öffentlich zugänglich und dient als Veranstaltungsort für Vorträge.

### Dauerausstellungen
Die Dauerausstellung umfasst einen Überblick zur historischen Entwicklung der verschiedenen Handwerkstechniken. Hierunter fallen etwa Holzbearbeitung, Weberei, keramisches Arbeiten und Einlagearbeit mit Lack und Perlmutt. Schwerpunkte bilden die japanische Kolonialzeit und Werkstätten des Königshofs.
Eigene Ausstellungen widmen sich jeweils koreanischer Stickerei und Bojagi. Diese Ausstellungen gehen im Wesentlichen auf die Spende der Textilsammlung von Huh Dong-Hwa und Park Young-Sook zurück.

### Sonderausstellungen (Auswahl)
- 사색사유 (Sasaek Sayu, 2023, verschiedene Künstler)[9]
- Swimming Pool (2023, Choi Min-Ji)[10]
- Dialogue (2023, verschiedene Künstler)[11]
- LOEWE Foundation Craft Prize (2022, verschiedene Künstler; Gewinnerin: Jeong Dahye)[12]

### Koreanische Nationalschätze
In der Dauerausstellungen werden zwei als südkoreanischer Nationalschatz besonders hervorgehobene Werke gezeigt. Dabei handelt es sich um den bestickten Wandschirm Sagye Bungyeongdo, der Topfpflanzen in den vier Jahreszeiten zeigt (Treasure Nr. 653), und eine bestickte Mönchsrobe (Treasure Nr. 654).

## Weitere Angebote

### Workshops
Das Museum bietet regelmäßig Workshops und praktische Demonstrationen von Handwerkstechniken an. Diese stehen nach Voranmeldung allen Interessierten offen.

### Kindermuseum
Im Education Building befindet sich das Kindermuseum. Dort können Kinder verschiedene Handwerkstechniken praktisch ausprobieren. Die Aktivitäten stellen Metallarbeit, Keramik, die Fertigung von verschiedenen Textilien und Kleidungsstücken sowie Holzbearbeitung vor.

### Museumsshop
Der Museumshop verkauft in Korea hergestelltes Kunsthandwerk von 30 Handwerkern. Unter anderem werden Keramik, Textilien, Metallarbeiten und Lackkunst angeboten. Die Auswahl ändert sich mit dem Verlauf des gebundenen Mondkalenders.